# 複齒脂鯉
複齒脂鯉為輻鰭魚綱脂鯉目琴脂鯉亞目複齒脂鯉科的其中一種，為熱帶淡水魚，分布於非洲尼羅河、特坎那湖、查德湖流域，體長可達83公分，棲息在底中層水域，水生植物及其附著生物為食，生活習性不明。

## 扩展阅读
維基物種上的相關：複齒脂鯉